# Qinlingosaure
El qinlingosaure ("Qinlingosaurus") és un gènere de dinosaure sauròpode que va viure al període Cretaci, al Maastrichtià, en el que actualment és Àsia. L'espècie tipus, Q. luonanensis, va ser anomenada per Xue, Zhang i Bi l'any 1996 a partir d'un ili llarg i prim, un isqui i tres vèrtebres. És per aquesta limitada evidència de restes fòssils que es classifica com a sauròpode incertae sedis. Va ser trobat a la formació de Hongtuling, a prop de Luonan, al sud de la província de Shaanxi, Xina.